# Igor Wandtke
Igor Wandtke (ur. 3 listopada 1990) – niemiecki judoka. Trzykrotny olimpijczyk. Brązowy medalista w drużynie w Tokio (2020); dziewiąty indywidualnie w Rio de Janeiro (2016), siedemnasty w 2020 i dziewiąty w 2024. Walczył w wadze lekkiej.
Piąty na mistrzostwach świata w 2024; uczestnik zawodów w 2013, 2015, 2017, 2018, 2019, 2022 i 2025. Zdobył trzy medale w drużynie. Startował w Pucharze Świata w 2013, 2015, 2019 i 2023. Mistrz Europy w drużynie w 2018 i trzeci w 2025; siódmy indywidualnie w 2012 i 2016 roku.

## Letnie Igrzyska Olimpijskie 2016
| Konkurencja | Rundy eliminacyjne   | Rundy eliminacyjne | Klas. końcowa |
| Konkurencja | Przeciwnik I         | Przeciwnik II      | Miejsce       |
| ----------- | -------------------- | ------------------ | ------------- |
| 73 kg       | Josue Deprez (HAI) Z | Sagi Muki (ISR) P  | 9.            |